# اندرو لازار
اندرو لازار (انگلیسی: Andrew Lazar؛ زادهٔ ۱۹۶۶) تهیه‌کننده آمریکایی است.

## فیلم‌شناسی
- آدم‌کش‌ها (۱۹۹۵)
- Unforgettable (1996)
- محدودیت (۱۹۹۶)
- ۱۰ چیز درباره تو که من ازشان متنفرم (۱۹۹۹)
- همسر فضانورد (۱۹۹۹)
- Panic (2000)
- کابوی‌های فضا (۲۰۰۰)
- اعداد شانس (فیلم) (2000)
- گربه‌ها و سگ‌ها (2001)
- مرگ بر نوازش‌کننده (۲۰۰۲)
- اعترافات یک ذهن خطرناک (۲۰۰۲)
- Catch That Kid (2004)
- اسمارت را بگیر (۲۰۰۸)
- Get Smart's Bruce and Lloyd: Out of Control (2008)
- دوستت دارم فیلیپ موریس (۲۰۰۹)
- گربه‌ها و سگ‌ها: انتقام از کیتی گالور (2010)
- Jonah Hex (2010)
- تک‌تیرانداز آمریکایی (۲۰۱۵)